# Andy Grünenfelder
Andreas «Andi» Grünenfelder (* 17. September 1960 in Wangs, St. Gallen) ist ein ehemaliger Schweizer Skilangläufer.

## Werdegang
Grünenfelder, der für den SC Alpina St. Moritz startete, trat erstmals 1982 in einem internationalen Skilanglaufrennen für die Schweiz an. In der Saison 1982/83 kam er fünfmal unter die ersten Zehn und belegte damit den zehnten Platz im Gesamtweltcup. In der folgenden Saison erreichte er mit dem siebten Platz im Gesamtweltcup seine beste Gesamtplatzierung. Dabei errang er in Fairbanks mit dem zweiten Platz über 15 km seine erste Podestplatzierung im Weltcup. Zudem wurde er dort Dritter in der Staffel. Seine erste Olympiateilnahme war 1984 in Sarajevo. Das beste Einzelergebnis war dabei der sechste Platz über 50 km. Im Staffelrennen erreichte er mit seinen Teamkollegen Joos Ambühl, Giachem Guidon und Konrad Hallenbarter den fünften Rang. In der Saison 1984/85 wurde er in Witoscha und in Oslo jeweils Zweiter mit der Staffel. Bei den Nordischen Skiweltmeisterschaften 1987 in Oberstdorf errang er mit dem vierten Platz über 50 km Freistil seine beste Platzierung bei Weltmeisterschaften. Im folgenden Jahr gewann er bei den Olympischen Winterspielen in Calgary über diese Distanz die Bronzemedaille. Mit der Staffel verpassten er, Guidon, Jeremias Wigger und Jürg Capol eine weitere Podestplatzierung knapp und wurden Vierte. Nach den Weltmeisterschaften 1989 in Lahti, wobei er den 34. Platz über 15 km Freistil belegte, trat Grünenfelder vom aktiven Sport zurück.
Bei Schweizer Meisterschaften siegte er sechsmal über 15 km (1983–1985, 1987–1989), jeweils viermal über 30 km (1983–1986) und 50 km (1983, 1985–1987) und fünfmal mit der Staffel (1982, 1985, 1986, 1988, 1989). Zudem gewann er 1985 und 1988 den Engadin Skimarathon.
An der Universität Zürich hat Grünenfelder Medizin studiert. Grünenfelder ist seit 2003 Chefarzt Anästhesie und Sportmedizin sowie Miteigentümer der Klinik Gut in St. Moritz, die auf Sportunfälle und orthopädische Chirurgie spezialisiert ist. Er ist der Sohn des alpinen Skirennläufers Georg Grünenfelder.

## Erfolge

### Teilnahmen an Weltmeisterschaften und Olympischen Winterspielen

#### Olympische Winterspiele
- 1984 Sarajevo: 5. Platz Staffel, 6. Platz 50 km, 11. Platz 15 km, 19. Platz 30 km
- 1988 Calgary: 3. Platz 50 km Freistil, 4. Platz Staffel, 35. Platz 15 km klassisch

#### Nordische Skiweltmeisterschaften
- 1982 Oslo: 9. Platz Staffel, 20. Platz 15 km
- 1985 Seefeld in Tirol: 5. Platz Staffel, 10. Platz 15 km, 12. Platz 30 km
- 1987 Oberstdorf: 4. Platz 50 km Freistil, 7. Platz Staffel
- 1989 Lahti: 34. Platz 15 km Freistil

### Medaillen bei nationalen Meisterschaften
- 1982: Gold mit der Staffel, Silber über 30 km, Bronze über 15 km
- 1983: Gold über 15 km, Gold über 30 km, Gold über 50 km, Silber mit der Staffel
- 1984: Gold über 15 km, Gold über 30 km, Silber mit der Staffel
- 1985: Gold über 15 km, Gold über 30 km, Gold über 50 km, Gold mit der Staffel
- 1986: Gold über 30 km, Gold mit der Staffel
- 1987: Gold über 15 km, Gold über 50 km, Silber mit der Staffel
- 1988: Gold über 15 km, Gold über 50 km, Gold mit der Staffel
- 1989: Gold über 15 km, Gold mit der Staffel, Silber über 50 km

### Weltcup-Gesamtplatzierungen
| Saison  | Platz | Punkte |
| ------- | ----- | ------ |
| 1981/82 | 67.   | 4      |
| 1982/83 | 10.   | 71     |
| 1983/84 | 7.    | 73     |
| 1984/85 | 20.   | 35     |
| 1985/86 | 26.   | 18     |
| 1986/87 | 12.   | 42     |
| 1987/88 | 20.   | 27     |